# Finnisches Luftwaffenmuseum

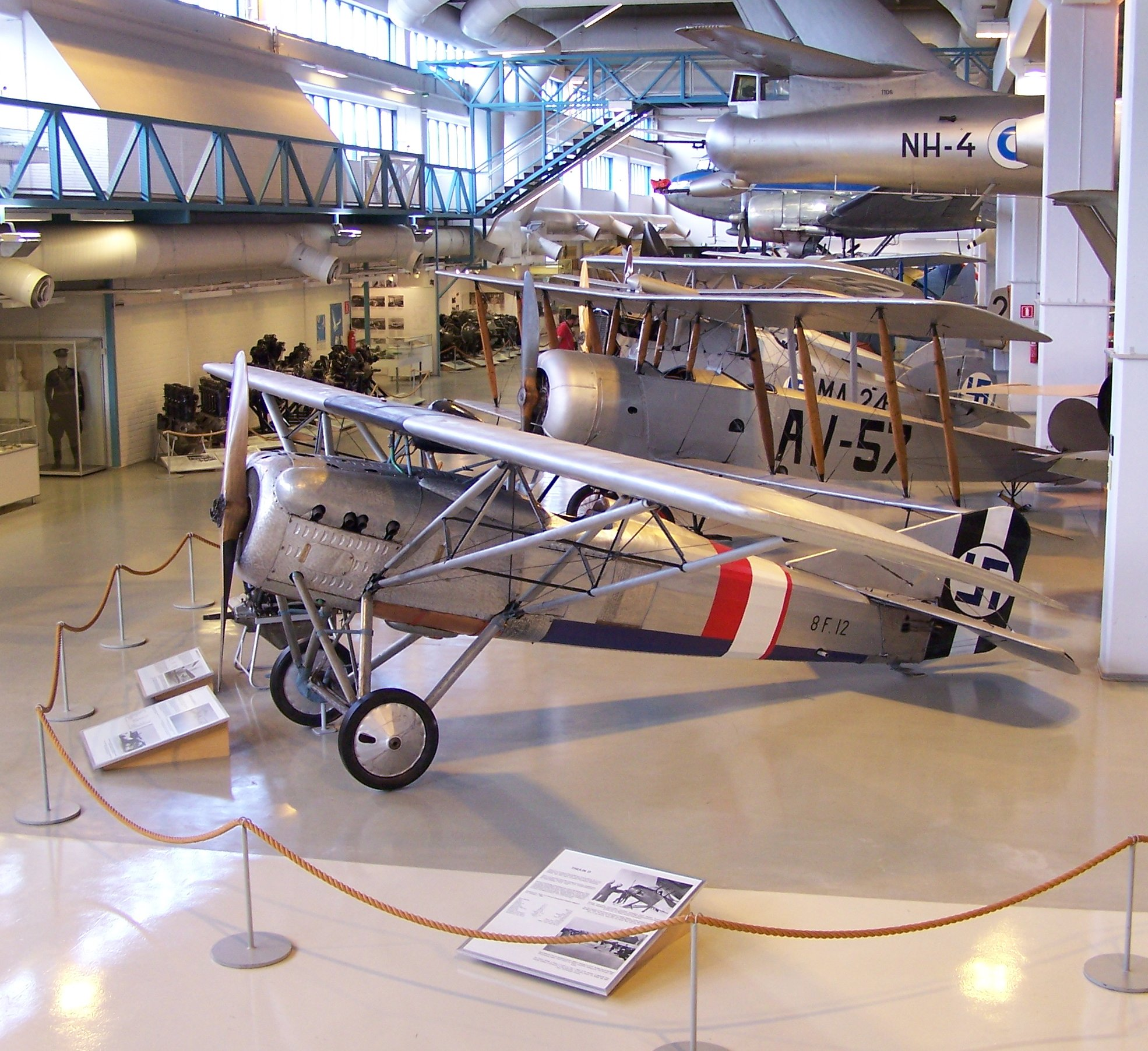
Ausstellungshalle mit Gourdou Leseurre GL.22 im Vordergrund

Das 1979 eröffnete Finnische Luftwaffenmuseum (finnisch Suomen Ilmavoimamuseo, bis 1987 Mittelfinnisches Luftfahrtmuseum – finnisch Keski-Suomen Ilmailumuseo) ist ein Flugzeugmuseum in Tikkakoski, Finnland. Das Museum zeigt die Luftfahrtgeschichte Finnlands von den ersten Ballonfahrten im 19. Jahrhundert bis zur Luftfahrt der Neuzeit.
Die Ausstellung besteht aus Flugzeugen, Triebwerken und Ausrüstungen, die von den Finnischen Luftstreitkräften verwendet wurden und dazu eine große Sammlung von maßstabsgetreuen Modellen. 
Eine Museumsbibliothek steht der Öffentlichkeit zur Verfügung, das Fotoarchiv des Museums umfasst etwa digitalisierte 130 000 Fotografien mit Flugzeugtypenbilder der finnischen Luftwaffe, Porträts und Luftaufnahmen aus der eigenen Sammlung des Museums sowie weiteren Archiven. Die frühesten Bilder stammen aus den 1910er Jahren.
Das Museum hat jährlich ca. 20.000 Besucher.

## Flugzeuge

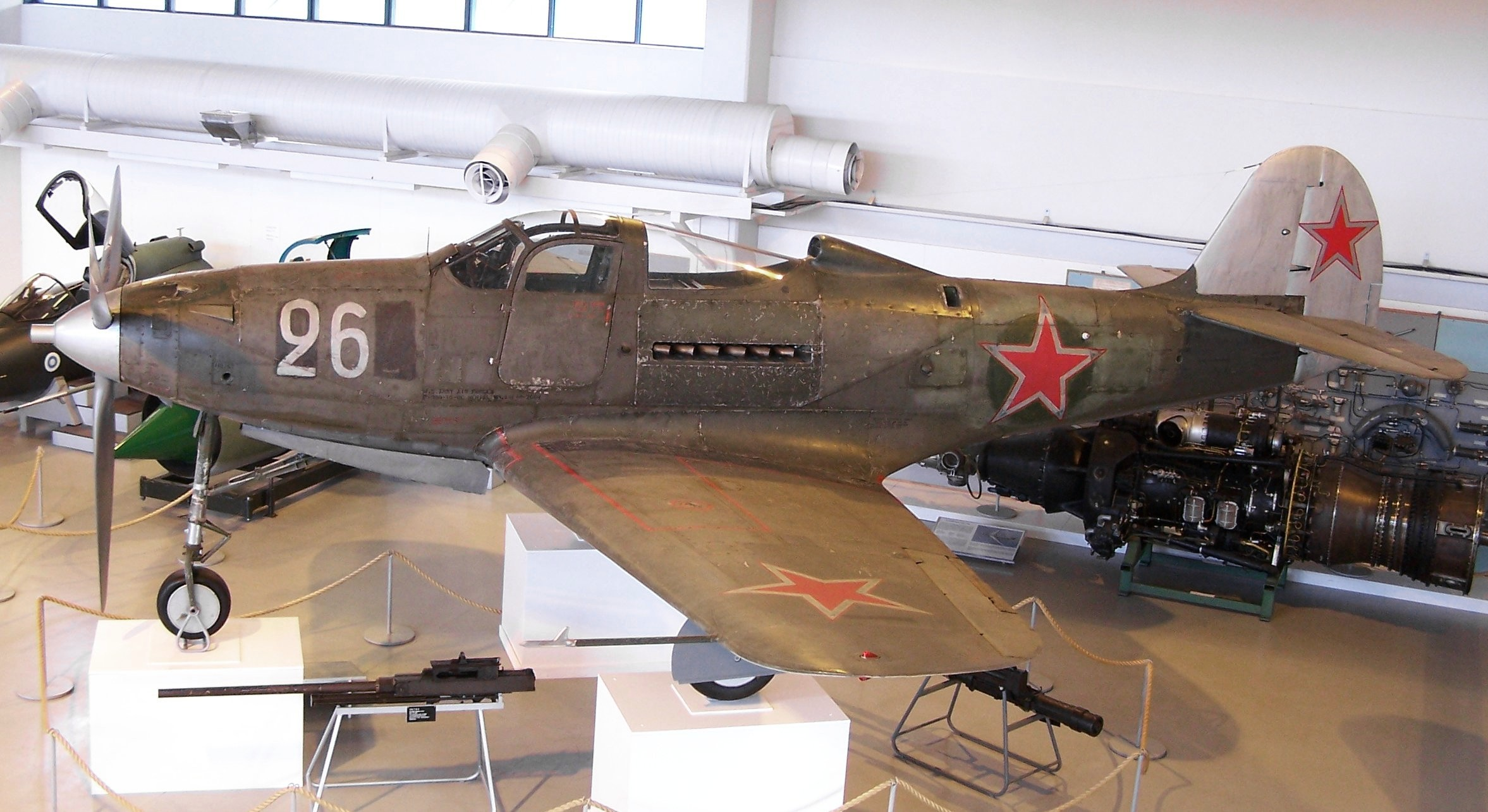
Bell P-39 Airacobra

Die folgenden Flugzeuge sind nur eine Auswahl der Ausstellung. Mehrere Exponate warten noch in Lagern auf ihre Restaurierung.
- Avro 504K
- Bell P-39 Airacobra
- Brewster 239 (BW-372)
- Bristol Blenheim Mk.IV
- De Havilland D.H.60X Moth (OH-EJA)
- De Havilland D.H. 115 Vampire T.Mk.55 (Trainer)
- DFS 108 Weihe (OH-WAB)
- Douglas DC-3
- Focke-Wulf Fw 44J Stieglitz
- Fokker D.XXI
- Folland Gnat Mk.1
- Fouga CM170 Magister
- Gourdou-Leseurre B.3
- Iljuschin Il-28R
- Martinsyde F.4 Buzzard
- Messerschmitt Bf 109 G-6
- Mignet HM-14 Pou du Ciel Taivaankirppu
- MiG-15UTI (Trainer)
- MiG-21F-13
- MiG-21U (Trainer)
- Mil Mi-1
- Mil Mi-4
- Morane-Saulnier M.S.50C
- Saab 35FS Draken (DK-223)
- Saab 91D Safir
- SZD-22 Mucha Standard (OH-258)
- Thulin D (Replika)
- Tiira I (Eigenbau des Herren Päätalo)
- Valmet Vihuri II
- VL Humu
- VL Pyörremyrsky
- VL Pyry